# Голубой сверхгигант
Голубо́й сверхгига́нт — тип сверхгигантских звёзд (I класс светимости) спектральных классов O и B.

## Общие характеристики
Это молодые очень горячие и яркие звёзды с температурой поверхности 20 000—50 000 °C. На диаграмме Герцшпрунга — Рассела расположены в верхней левой части. Их масса находится в пределах 10—50 солнечных масс ({\displaystyle M_{\odot }}), максимальный радиус достигает 25 солнечных радиусов ({\displaystyle R_{\odot }}). Эти редкие и загадочные звезды — одни из самых горячих, крупнейших и самых ярких объектов в изученной области Вселенной.
Из-за огромных масс они имеют относительно короткую продолжительность жизни (10—50 миллионов лет) и присутствуют только в молодых космических структурах, таких как рассеянные скопления, рукава спиральных галактик и неправильные галактики. Они практически не встречаются в ядрах спиральных и эллиптических галактик или в шаровых скоплениях, которые являются старыми объектами.
Несмотря на их редкость и их короткую жизнь, голубые сверхгиганты часто встречаются среди звёзд, видимых невооружённым глазом; свойственная им яркость компенсирует их малочисленность.

## Взаимопревращение сверхгигантов
Голубые сверхгиганты — это массивные звёзды, находящиеся в определённой фазе процесса «умирания». В этой фазе интенсивность протекающих в ядре звезды термоядерных реакций снижается, что приводит к сжатию звезды. В результате значительного уменьшения площади поверхности увеличивается плотность излучаемой энергии, а это, в свою очередь, влечёт за собой нагрев поверхности. Такого рода сжатие массивной звёзды приводит к превращению красного сверхгиганта в голубой. Возможен также обратный процесс — превращение голубого сверхгиганта в красный.
В то время как звёздный ветер от красного сверхгиганта плотен и медленен, ветер от голубого сверхгиганта быстр, но разрежён. Если в результате сжатия красный сверхгигант становится голубым, то более быстрый ветер сталкивается с испущенным ранее медленным ветром и заставляет выброшенный материал уплотняться в тонкую оболочку. Почти все наблюдаемые голубые сверхгиганты имеют подобную оболочку, подтверждающую, что все они ранее были красными сверхгигантами.
По мере развития звезда может несколько раз превращаться из красного сверхгиганта (медленный, плотный ветер) в голубой сверхгигант (быстрый, разрежённый ветер) и наоборот, что создаёт концентрические слабые оболочки вокруг звезды. В промежуточной фазе звезда может быть жёлтой или белой, как, например, Полярная звезда. Как правило, массивная звезда заканчивает своё существование взрывом сверхновой, но очень небольшое количество звёзд, масса которых колеблется в пределах от восьми до двенадцати солнечных масс, не взрываются, а продолжают эволюционировать и в итоге превращаются в кислородно-неоновые белые карлики. Пока точно не выяснено, как и почему образуются эти белые карлики из звёзд, которые теоретически должны закончить эволюцию взрывом малой сверхновой. Как голубые, так и красные сверхгиганты могут эволюционировать в сверхновую.
Так как значительную часть времени массивные звёзды пребывают в состоянии красных сверхгигантов, мы наблюдаем больше красных сверхгигантов, чем голубых, и большинство сверхновых происходит из красных сверхгигантов. Астрофизики ранее даже предполагали, что все сверхновые происходят из красных сверхгигантов, однако сверхновая SN 1987A образовалась из голубого сверхгиганта и, таким образом, это предположение оказалось неверным. Это событие также привело к пересмотру некоторых положений теории эволюции звёзд.

## Примеры голубых сверхгигантов

### Ригель
Самый известный пример — Ригель (Бета Ориона), самая яркая звезда в созвездии Орион, масса которой приблизительно в 20 раз больше массы Солнца и светимость примерно в 130 000 раз выше солнечной, а значит, это одна из самых мощных звёзд в Галактике (во всяком случае, самая мощная из ярчайших звёзд на земном небе, так как Ригель — ближайшая из звёзд с такой огромной светимостью). Древние египтяне связывали Ригель с Сахом — царём звёзд и покровителем умерших, а позже — с Осирисом.

### Гамма Парусов
Гамма Парусов — кратная звезда, ярчайшая в созвездии Паруса. Имеет видимую звёздную величину в +1,7m. Расстояние до звёзд системы оценивается в 800 световых лет.
Гамма Парусов (Регор) — массивный голубой сверхгигант. Имеет массу в 30 раз больше массы Солнца. Его диаметр в 8 раз больше солнечного. Светимость Регора — 10 600 солнечных светимостей.
Необычный спектр звезды, где вместо тёмных линий поглощения имеются яркие эмиссионные линии излучения, позволяет некоторым авторам называть её «спектральной жемчужиной южного неба»

### Альфа Жирафа
Расстояние до Альфы Жирафа примерно 7 тысяч световых лет, и тем не менее звезда видна невооружённым глазом. Это третья по яркости звезда в созвездии Жирафа, первое и второе место занимают Бета Жирафа и CS Жирафа соответственно. Альфа Жирафа имеет светимость 620 000 солнечных.

### Дзета Ориона
Дзета Ориона (имеет собственное название Альнитак) — звезда в созвездии Ориона, которая является самой яркой звездой класса O с визуальной звёздной величиной +1,72m (в максимуме +1,72m и в минимуме до +1,79m), левая и самая близкая звезда астеризма «Пояс Ориона». Расстояние до звезды — около 800 световых лет, светимость примерно 35 000 солнечных.

### Тау Большого Пса
Тау Большого Пса является спектрально-двойной звездой и наиболее ярким объектом рассеянного звёздного скопления NGC 2362. Она находится на расстоянии около 3200 св. лет от Земли.
Тау Большого Пса — голубой сверхгигант спектрального класса O с видимой звёздной величиной +4,37m.
Звёздная система Тау Большого Пса состоит из не менее чем пяти компонентов. В первом приближении Тау Большого Пса — тройная звезда, в которой две звезды имеют видимую звёздную величину +4,4m и +5,3m и отстоят друг от друга на 0,15 угловой секунды, а третья звезда имеет видимую звёздную величину +10m и отстоит от них на 8 угловых секунд, обращаясь с периодом 155 дней вокруг внутренней пары.

### Дзета Кормы
Дзета Кормы — ярчайшая звезда созвездия Кормы. Звезда имеет собственное имя Наос. Это массивная голубая звезда, имеющая светимость 870 000 светимостей Солнца, что делает её одной из самых ярких звёзд в Галактике. Дзета Кормы массивнее Солнца в 59 раз. Имеет спектральный класс O9.